# Leoliner
Als Leoliner wird eine Familie von Straßenbahn-Fahrzeugen der HeiterBlick GmbH bezeichnet. Die ersten beiden Prototypen vom Typ NGTW6 (Niederflur-Gelenktriebwagen, sechsachsig) wurden in einer Zeit von nur zehn Monaten von den Leipziger Fahrzeugservice-Betrieben GmbH (LFB), heute IFTEC GmbH und HeiterBlick GmbH, entwickelt und gingen am 1. Juni 2004 auf der Linie 11E der Straßenbahn Leipzig in den Linienbetrieb. Von 2005 bis 2008 wurden 30 weitere Serien-Leoliner im Werk der eigens ausgegliederten Leoliner Fahrzeug-Bau Leipzig GmbH (FBL) auf dem Kirow-Gelände in Leipzig-Lindenau als Einrichtungsfahrzeug für die LVB gebaut. Ihnen folgten in den Jahren 2010 und 2011 weitere 18 Wagen. Daneben wurden 2007 fünf Leoliner für die Straßenbahn Halberstadt gefertigt. Weiterentwicklungen der Produktfamilie (Zweirichtungsversion, längere Fahrzeuge) waren zwar beabsichtigt und teilweise als Modell auf Fachausstellungen gezeigt, verließen aber nie die Planungsphase.

## Entwicklung und Bau der Prototypen

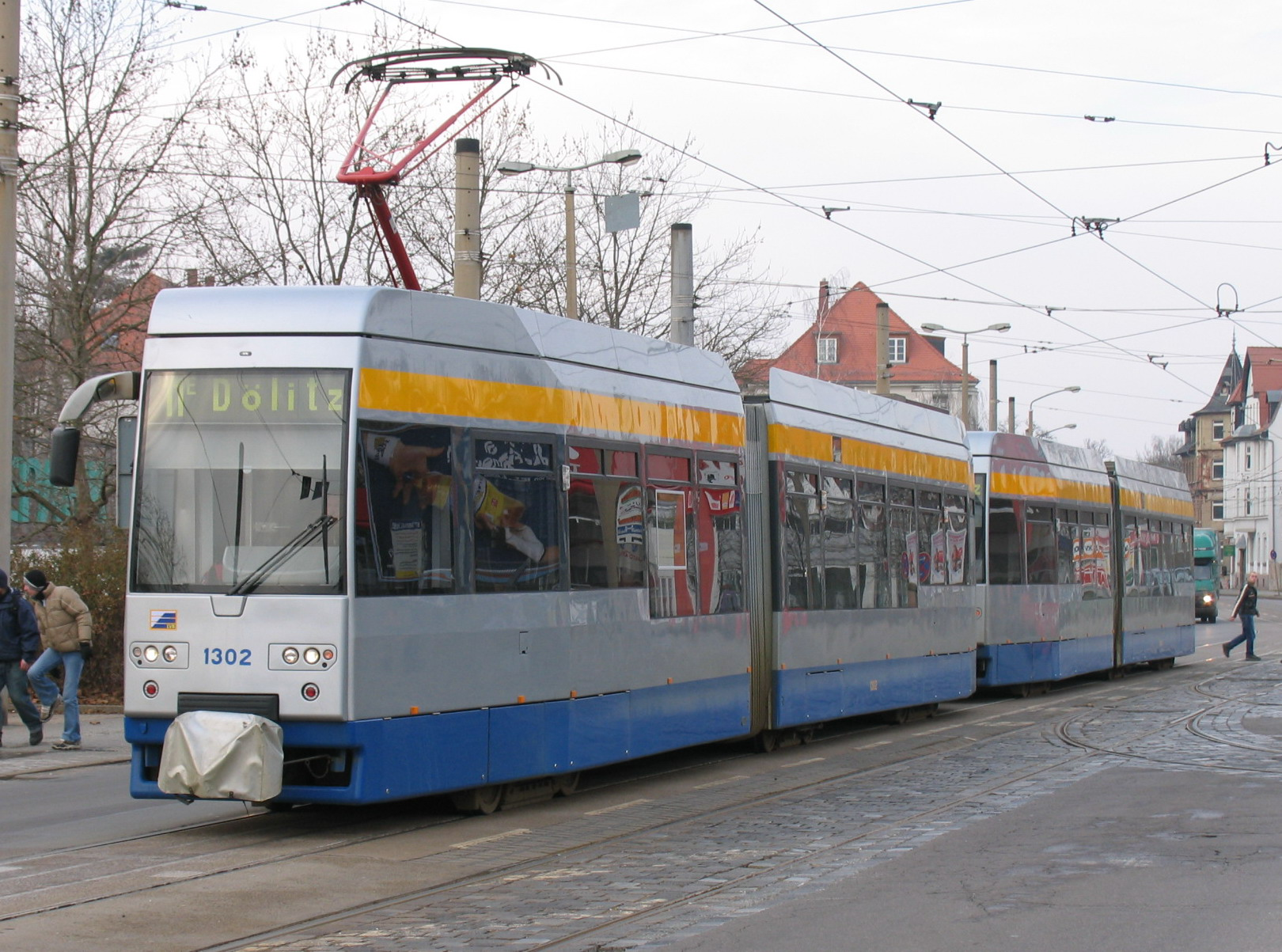
Prototypzug aus Leipzig

Die Entwicklung der Leoliner begann mit der Überlegung der Leipziger Verkehrsbetriebe GmbH (LVB), aufgrund der hohen Kosten herkömmlicher Neufahrzeuge auf dem Markt und zur Sicherung regionaler Arbeitsplätze eine Tradition aus der Anfangszeit des 20. Jahrhunderts wieder aufleben zu lassen und selbst Straßenbahnwagen zu bauen. Nachdem anfangs ein Umbau älterer, unmodernisierter Tatrawagen der Typen T4D und B4D unter anderem mit der Verwendung deren Drehgestelle ins Auge gefasst wurde, entschied man sich dann doch für die Entwicklung eines völlig neuen Niederflurgelenkwagen. Die LVB-Tochter LFB erhielt im Februar 2003 schließlich den Auftrag zu Entwicklung und Bau eines solchen sechsachsigen Niederflurgelenktriebwagens (NGTW6). Bereits zum Herbstauftakt am 20. September 2003 konnte der im Rohbau weitgehend fertiggestellte Wagen mit der Nummer 1301 der Öffentlichkeit vorgestellt werden. Nach der Fertigstellung der elektrischen Einrichtungen konnte im Dezember 2003 die erste Publikumsfahrt durchgeführt werden. In den Folgemonaten wurde der Wagen zusammen mit einem weiteren, bereits geringfügig modifizierten Prototyp ausgiebig im Streckennetz getestet. Nach erfolgter Zulassung verkehrten beide Wagen am 1. Juni 2004 als Doppeltraktion erstmals auf der Linie 11E (Wahren–Dölitz). Infolge ihrer Wagenkastenbreite von 2,3 m bestanden zahlreiche Konfliktpunkte mit den auf 2,2 m breite Fahrzeuge ausgelegten Bahnsteigen im Netz, sodass die Wagen jahrelang nur auf den Linien 11 und 11E eingesetzt werden konnten. Erst nach der Anpassung aller Haltestellen auf das neue Standardmaß von 2,3 m konnten auch die Prototypen freizügig im Netz eingesetzt werden.
Im Zuge der ersten Hauptuntersuchung wurden sie vor allem im Fahrgastraum den späteren Serienwagen weitgehend angeglichen. Technisch und äußerlich unterschieden sie sich jedoch weiterhin deutlich von den Serienwagen und konnten elektrisch nur miteinander gekuppelt werden, wobei aufgrund des dabei erfolgten teilweisen Abbaus der Kontaktaufsätze nur noch der Wagen 1302 als führender Wagen einsetzbar war. Ein Doppeltraktionsbetrieb erfolgte danach jedoch nur noch selten als Fahrschule und die Wagen wurden in der Regel einzeln eingesetzt, wobei sich insbesondere die Linie 14 zur Stammlinie entwickelte.
Im November 2016 schied Wagen 1302 aus dem Fahrgastbetrieb und wurde anschließend zum Fahrschulwagen 5003 umgebaut; Wagen 1301 folgte mit Fristablauf Mitte 2022 und auch er wurde bis August 2023 zum Fahrschulwagen 5004 umgebaut. Beide Wagen erhielten im Rahmen der Umrüstung Führerstandseinrichtungen der Serienwagen.

## Der Ausstieg von Siemens und der Einstieg von Kirow
Im Zuge einer Teilprivatisierung der LVB-Tochterunternehmen wurde die Hälfte der LFB an Siemens verkauft. Auch für den Leoliner hofften die LVB auf eine Beteiligung, um das Siemens-Vertriebsnetz nutzen zu können, zumal Siemens bereits an der Entwicklung mitgewirkt hatte. Da dieses Unternehmen aber zeitgleich Probleme mit der Combino-Reihe hatte und die Produktion zu Siemens kolejová vozidla s.r.o. (ehemals ČKD Tatra) in Prag-Zličín verlagern wollte, beteiligte sich Siemens nicht an der neu gegründeten Tochter FBL. Stattdessen wurden zum 1. Januar 2006 51 % an die Kirow Leipzig KE Kranbau Eberswalde AG verkauft. Am 1. Oktober 2007 erfolgte die Umbenennung der Firma FBL in HeiterBlick GmbH, um sich unter Bezugnahme auf die weitreichenden Referenzen im Um- und Neubau von Fahrzeugen durch die im Leipziger Ortsteil Heiterblick befindliche Hauptwerkstatt der LVB neu am Markt zu positionieren.

## Serienlieferung

### Leipzig
Nach erfolgreichen Tests der beiden Prototypen wurde Ende 2004 der Auftrag zur Lieferung von 30 Serien-Fahrzeugen vom Typ NGTW6-L erteilt, deren Preis sich etwa auf die Hälfte vergleichbarer Fahrzeuge am Markt belief. Aufgrund der mit den Prototypen gemachten Erfahrungen weisen die Serienwagen zahlreiche Änderungen auf. So wurde der Wagenkasten im Bahnsteigniveau auf 2,2 m eingezogen, um im Gegensatz zu den Prototypen einen freizügigen Einsatz im gesamten Netz zu gewährleisten. Des Weiteren wurde der Front- und Heckbereich der Fahrzeuge neugestaltet, die Außenschwenktüren durch Schwenkschiebetüren ersetzt und der Fahrerarbeitsplatz komplett überarbeitet. Für die Fahrgäste betreffen die Neuerungen eine Klapprampe für Rollstuhlfahrer an der zweiten Tür, ein neues Fahrgastinformationssystem mit TFT-Bildschirmen anstelle der LED-Anzeigen sowie mehr Sprechstellen zum Fahrer. Die Prototypen erhielten ESW-Kupplungen mit Kontaktaufsatz. Während im Doppeltraktionsbetrieb der Prototypen nur der vordere Stromabnehmer angelegt werden muss, ist dies bei den Serienwagen nicht mehr möglich, da über die nun einklappbaren Kupplungen keine Fahrstromübertragung mehr erfolgt, sodass erstmals in Leipzig mit zwei angelegten Stromabnehmern gefahren werden muss. Wegen der Einklappbarkeit liegt der Kontaktaufsatz bei diesen Kupplungen unter der mechanischen Verbindung.
Die Triebwagen der Serie NGTW6-L mit Drehgestelltechnik und energiesparender Drehstromantriebssteuerung weisen einen Niederfluranteil von 60 % auf. Sie besitzen bei einer Fahrzeuglänge von rund 22 m insgesamt 39 Sitzplätze, wovon sich 20 im Niederflurbereich befinden, und 80 Stehplätze. Der Niederflurbereich liegt zwischen der zweiten und dritten Tür, das Laufdrehgestell hinter dem Gelenk ist mit Kästen abgedeckt. In diesem Bereich sind sechs Längssitze untergebracht. Über den Triebdrehgestellen ist der Wagenboden deutlich erhöht und über drei Stufen erreichbar. Der Vorteil dieser im Vergleich zu anderen Niederflurwagen deutlich höheren Lage ist ein ebener Wagenboden ohne störende Einbauten. Die Leoliner sind sowohl einzeln als auch in Doppeltraktion einsetzbar, womit eine Gesamtlänge von knapp 45 Metern erreicht wird, die den bisher eingesetzten Tatra-Großzügen entspricht.
Das erste Serienfahrzeug wurde am 6. Dezember 2005 an die Leipziger Verkehrsbetriebe übergeben. Aufgrund zahlreicher Probleme, einerseits bei den Zuliefererbetrieben und zum anderen hinsichtlich der technischen Zuverlässigkeit der Fahrzeuge, konnte der ursprüngliche Zeitplan zur Auslieferung aller 30 Fahrzeuge bis Ende 2007 nicht eingehalten werden. Der Wagen 1332 wurde erst zum Jahresende 2008 als letztes Fahrzeug an die LVB übergeben. Trotzdem bestellten die LVB im Juni 2009 weitere 18 Fahrzeuge dieses Typs, wovon am 7. Mai 2010 die ersten beiden Exemplare in Betrieb genommen werden konnten. Sie unterscheiden sich in Details von den Wagen der ersten Serie, wovon die farbigen LED-Zielanzeigen die augenfälligste Neuerung darstellen, die im Rahmen der ersten Hauptuntersuchung auch an den Fahrzeugen der ersten Serie und den Prototypen zumindest an der Front und im Zuge der zweiten Hauptuntersuchung auch am Heck nachgerüstet wurden. Mit der Übernahme des 50. Wagens konnte die Auslieferung im Mai 2011 abgeschlossen werden.
Während die beiden Prototypen bei den LVB als Typ 37 geführt werden, gehören die Wagen der ersten Serie dem Typ 37a und jene der zweiten Serie dem Typ 37b an. Anfangs war die Vielfachsteuerung nur mit Wagen des gleichen Typs möglich. Seit März 2012 dürfen jedoch auch Züge aus Wagen beider Serien im Linienverkehr eingesetzt werden, wobei aufgrund einiger technischer Abweichungen/Verbesserungen anfangs vorrangig die Wagen der zweiten Serie als führende Wagen eingesetzt werden sollten.

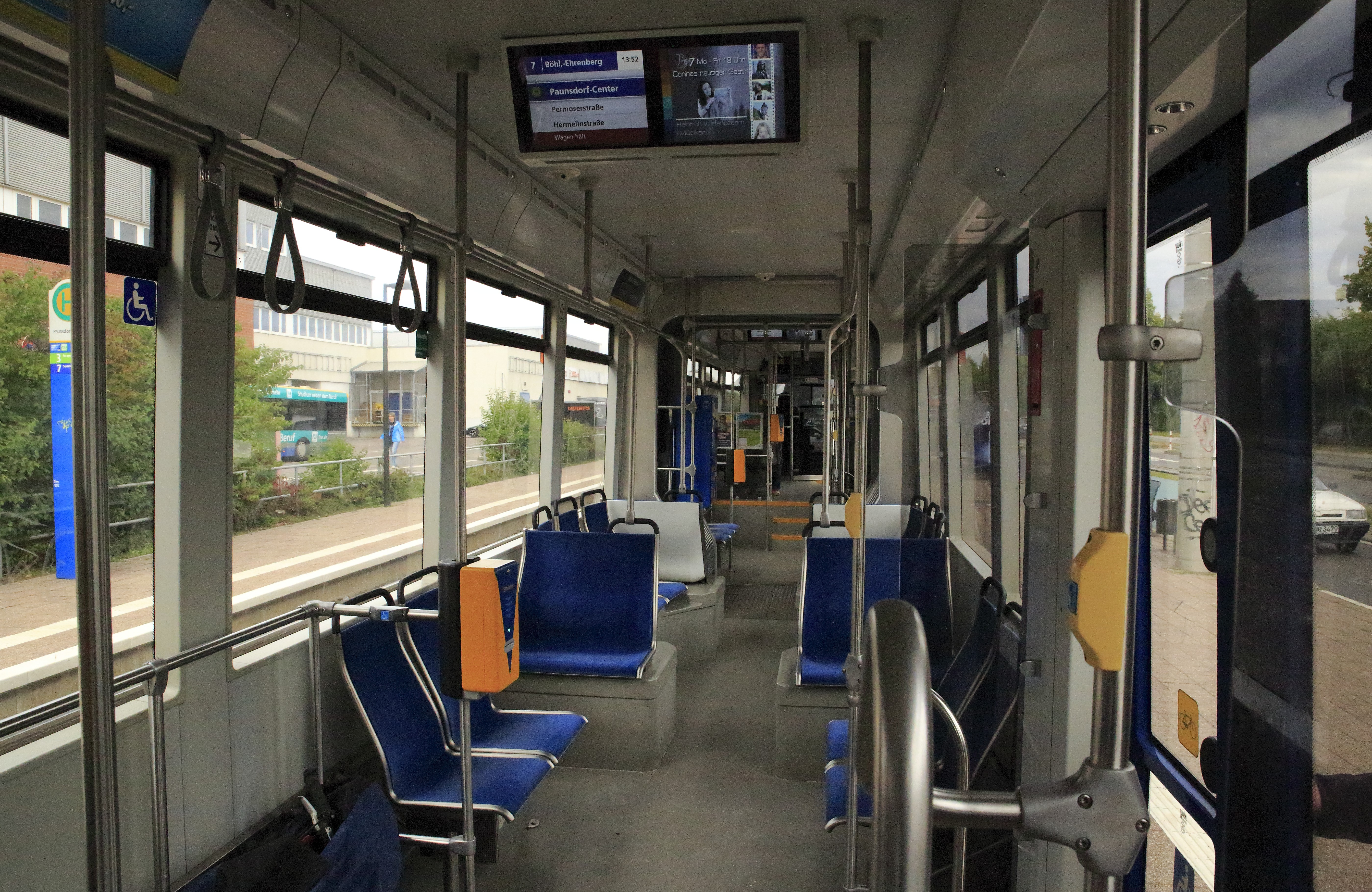
Fahrgastraum, Niederflurbereich mit Gelenk und Laufdrehgestell-Abdeckungen

Alle 50 Wagen dieses Typs erwiesen sich über längere Zeit nicht im erhofften Maße als einsatzstabil. So kam es in den ersten Jahren wiederholt durch verschiedene Schäden (bevorzugt an den Drehgestellen) zu längeren, im Extremfall mehrjährigen Abstellungen einzelner Wagen. Zur Erhöhung der Einsatzstabilität erfolgte seit 2011 bei allen Wagen eine Getriebesanierung und die Umrüstung auf ein neues Radsystem. Beide Maßnahmen konnten zwar Ende 2013 abgeschlossen werden, jedoch schränkten weiterhin diverse Probleme die Verfügbarkeit der Wagen immer wieder ein. Nach weiteren Verbesserungen konnte die Einsatzstabilität weiter gesteigert werden, sodass sie schließlich zum zuverlässigsten Fahrzeugtyp in der Leipziger Flotte wurden.
Die Serienwagen gelangten ursprünglich als Doppeltraktion planmäßig vor allem auf der Linie 7 (Böhlitz-Ehrenberg – Sommerfeld) zum Einsatz, wobei Soloeinsätze auch auf der Linie 14 (Plagwitz – Hauptbahnhof – W.-Leuschner-Platz – Plagwitz) und an Wochenenden auch auf den Linien 2 (Lausen/Grünau-Süd – Naunhofer Straße) und 8 (Grünau Nord – Paunsdorf Nord) stattfanden. Mit Inbetriebnahme der zweiten Serie kam die Linie 3/3E (Knautkleeberg – Taucha/Sommerfeld) als weiteres regelmäßiges Einsatzgebiet hinzu. Momentan erfolgt der Einsatz nahezu ausschließlich als Doppeltraktion auf den Linien 3/3E und 7, wobei die Wagen bei Bedarf im gesamten Liniennetz angetroffen werden können.
Namen der Leoliner
Die NGTW6L (Leoliner) werden nach Leipziger Stadtteilen benannt.
- 1301 Prototyp, hat keinen Namen
- 1302 Prototyp, hat keinen Namen
- 1303 Plagwitz
- 1304 Stahmeln
- 1305 Sellerhausen
- 1306 Lindenau
- 1307 Paunsdorf
- 1308 Sommerfeld
- 1309 Böhlitz-Ehrenberg
- 1310 Volkmarsdorf
- 1311 Schönefeld
- 1312 Großzschocher
- 1313 Knautkleeberg
- 1314 Marienbrunn
- 1315 Gohlis
- 1316 Eutritzsch
- 1317 Connewitz
- 1318 Lößnig
- 1319 Schleußig
- 1320 Stötteritz
- 1321 Probstheida
- 1322 Möckern
- 1323 Dölitz
- 1324 Mockau
- 1325 Wahren
- 1326 Thekla
- 1327 Grünau
- 1328 Lausen
- 1329 Miltitz
- 1330 Wiederitzsch
- 1331 Anger-Crottendorf
- 1332 Leutzsch
- 1333 Abnaundorf
- 1334 Engelsdorf
- 1335 Holzhausen
- 1336 Kleinzschocher
- 1337 Knauthain
- 1338 Lindenthal
- 1339 Lützschena
- 1340 Meusdorf
- 1341 Mölkau
- 1342 Neustadt
- 1343 Reudnitz
- 1344 Schönau
- 1345 Stünz
- 1346 Thonberg
- 1347 Zweinaundorf
- 1348 Hänichen
- 1349 Windorf
- 1350 Heiterblick

### Halberstadt

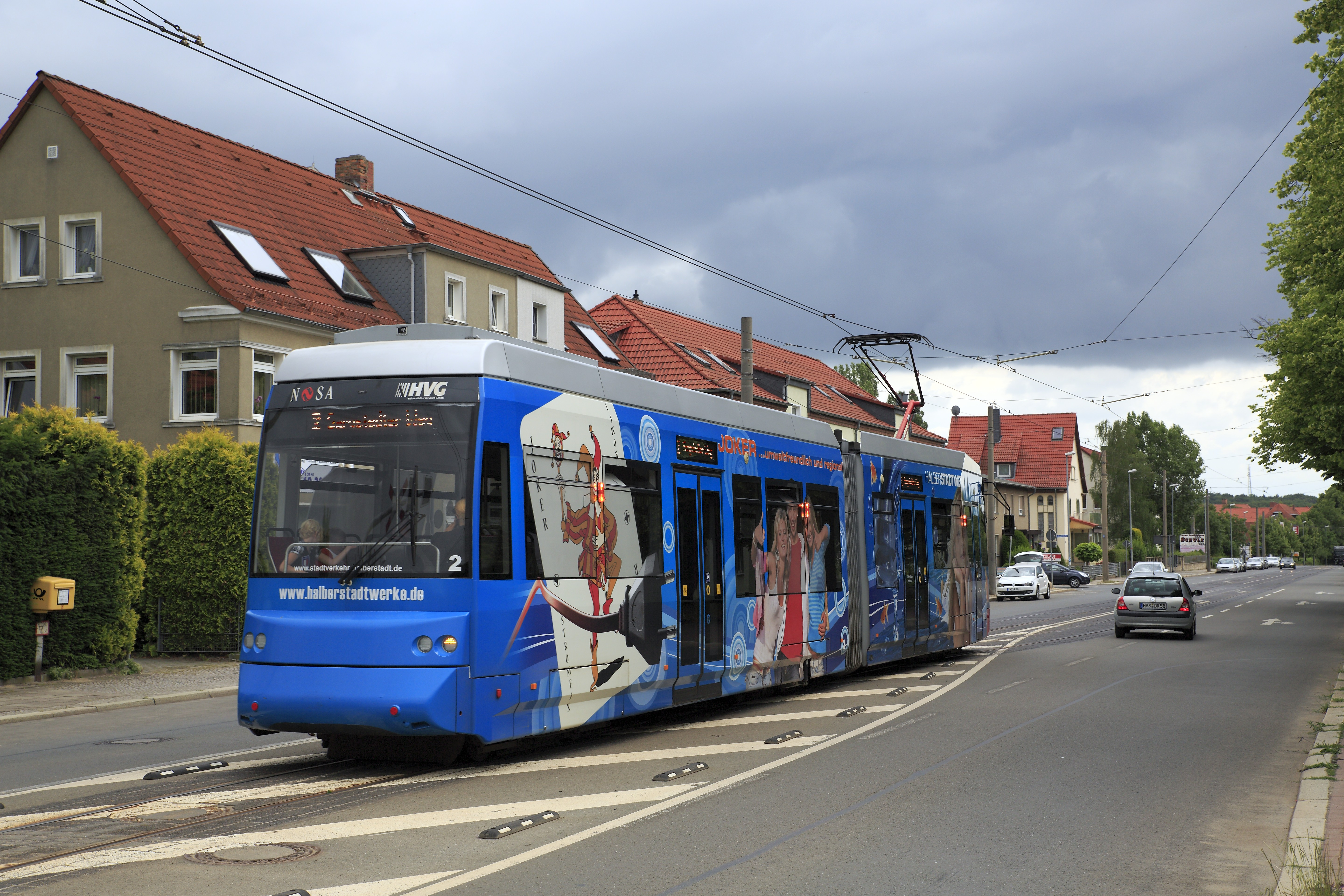
Halberstädter Version mit verkürztem B-Ende ohne Einstieg im Hochflurbereich

Als erstes externes Verkehrsunternehmen bestellte die Halberstädter Verkehrs-GmbH (HVG) fünf Fahrzeuge des 1,6 m kürzeren und ohne hintere Tür ausgeführten Typs NGTW6-H. Weitere Unterschiede zur Leipziger Version sind meterspurige Drehgestelle mit Außenrahmen und eine andere innere und äußere Gestaltung. Abweichend zu den Leipziger Exemplaren erhielten die Halberstädter Fahrzeuge zusätzlich eine Niederspannungs-Fahrstromeinspeisung, um die Fahrzeuge im fahrdrahtlosen Werkstattbereich aus eigener Kraft bewegen zu können.
Nach der Präsentation des ersten NGTW6-H auf der InnoTrans 2006 wurde er am 13. Oktober 2006 an die HVG übergeben und am 14. Oktober auf einem Betriebshoffest der Öffentlichkeit vorgestellt. Die vier anderen Fahrzeuge wurden bis Februar 2007 ausgeliefert und tragen seitdem die Hauptlast des dortigen Straßenbahnbetriebes.

## Weiterentwicklung
Als weitere Typen der Leoliner-Fahrzeugfamilie waren unter anderem ein NGTW8 in Ein- und Zweirichtungsausführung geplant. Es handelte sich hierbei um einen achtachsigen Niederflurgelenktriebwagen, bestehend aus zwei B-Teilen des NGTW6 mit kurzer eingehängter Sänfte. Jedoch kamen alle Weiterentwicklungen mangels Nachfrage nicht über die Planungsphase hinaus.

## Interessenten
Neben Leipzig wurden vor allem Betriebe in finanziell schlechter gestellten Staaten und solche mit verschlissenen Gleisnetzen als Absatzmärkte umworben. So sollen zahlreiche Städte bzw. Länder wie Alexandria, Bukarest, Stettin oder dem Iran und kleine deutsche Betriebe wie Gotha oder Schöneiche Interesse bekundet haben, jedoch folgte daraus keine weitere Bestellung. Auch in Mainz hatte HeiterBlick 2008 die achtachsige Variante angeboten, den Auftrag gewann jedoch Stadler mit der Variobahn. Auch die bereits etwas konkreter gewordene Zusammenarbeit mit der Straßenbahn Alexandria endete aufgrund der dortigen politischen Umbrüche im Jahr 2011.